# Membranangriffskomplex
Der Membranangriffskomplex (engl. membrane attack complex, MAC) ist ein Bestandteil des Immunsystems und bewirkt in der Zielzelle durch Zytolyse deren Tod. 

## Signalkaskade, Aufbau und Funktion

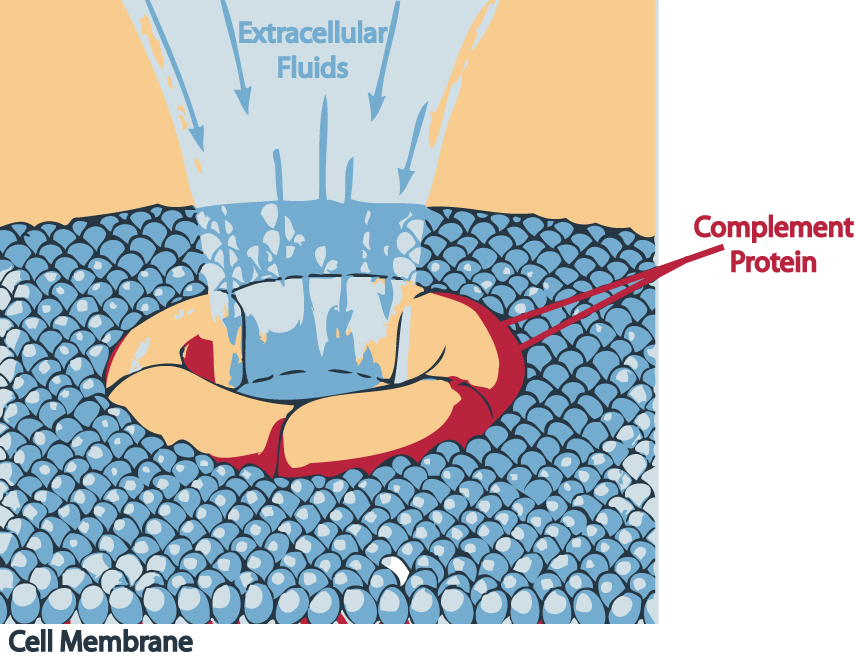
Der Membranangriffskomplex

Schematischer Ablauf der Bildung des Membranangriffskomplexes

Die beim Menschen aus 1676 Aminosäuren bestehende Komplementkomponente C5 wird durch das Enzym C5-Konvertase in die beiden Komponenten C5a (74 Aminosäuren) und die deutlich größere C5b gespalten. C5b lagert sich an die Zellmembran der Zielzelle und bildet die erste Komponente des Membranangriffskomplexes. Um dieses Polypeptid herum werden zunächst die Komplementkomponenten C6 und C7 zum C5b67-Komplex angelagert. Danach lagert sich noch die Komponente C8 zum C5b678-Komplex an. C8 selbst ist ein Komplex aus den beiden Untereinheiten C8-β und C8-α-γ. Die C8-α-γ-Untereinheit ist hydrophob und durchdringt die Doppelschicht der Zellmembran. Sie leitet die Polymerisation der Komplementkomponente C9 ein. Dabei werden 6 bis 16 Einheiten von C9, das aus 537 Aminosäuren besteht, zum neuen ringförmigen C5b678poly9-Komplex – dem fertigen Membranangriffskomplex – hinzugefügt. Die hydrophobe Seite von C9 ist dabei zur Zellmembran gerichtet und die hydrophile Seite zur Porenmitte. Diese Struktur des Membanangriffskomplexes bildet in der Zielzelle einen transmembranen Kanal (Pore) von ungefähr 10 nm Durchmesser. Diese Pore stört die selektive Permeabilität der Zellmembran und es kann ein ungehinderter Wasser- und Elektrolytaustausch zwischen Zellinnerem und Zellumgebung stattfinden, was letztlich zur Zytolyse und somit zum Tod der Zelle führt.

## Weiterführende Literatur
Fachbücher
- D. Bitter-Suermann und U. Hadding: Komplementsystem. In: Immunologie D. Gemsa u. a. (Editoren), Verlag Georg Thieme, 1991, S. 63–78.
- C. A. Janeway u. a.: Immunobiology - The immune system in health and disease. Garland Publishing, 2001, ISBN 0-815-33217-3

Review-Artikel
- P. J. Sims und T. Wiedmer: Induction of cellular procoagulant activity by the membrane attack complex of complement. In: Semin Cell Biol 6, 1995, S. 275–282. PMID 8562920
- A. F. Esser: The membrane attack complex of complement. Assembly, structure and cytotoxic activity. In: Toxicology 87, 1994, S. 229–247. PMID 8160186
- B. P. Morgan: Mechanisms of tissue damage by the membrane attack complex of complement. In: Complement Inflamm 6, 1989, S. 104–111. PMID 2656078
- H. J. Müller-Eberhard: The membrane attack complex of complement. In: Annu Rev Immunol 4, 1986, S. 503–528. PMID 3518749
- H. J. Müller-Eberhard: The membrane attack complex. In: Semin Immunopathol 7, 1984, S. 93–141. PMID 6387983

Originäre Forschung
- R. G. Leslie, C. H. Nielsen: The classical and alternative pathways of complement activation play distinct roles in spontaneous C3 fragment deposition and membrane attack complex (MAC) formation on human B lymphocytes. In: Immunology. Band 111, Nummer 1, Januar 2004, S. 86–90, PMID 14678202, PMC 1782389 (freier Volltext).